# Грантвуд (Міссурі)
Грантвуд (англ. Grantwood Village) — місто (англ. town) в США, в окрузі Сент-Луїс штату Міссурі. Населення — 941 особа (2020).

## Географія
Грантвуд розташований за координатами 38°33′3″ пн. ш. 90°21′11″ зх. д. / 38.55083° пн. ш. 90.35306° зх. д. (38.550932, -90.353131).  За даними Бюро перепису населення США в 2010 році місто мало площу 2,14 км², уся площа — суходіл.

## Демографія
Згідно з переписом 2010 року, у місті мешкали 863 особи в 340 домогосподарствах у складі 262 родин. Густота населення становила 403 особи/км².  Було 351 помешкання (164/км²).
Расовий склад населення:
| - 99,0 % — білих - 0,6 % — чорних або афроамериканців - 0,2 % — азіатів |

До двох чи більше рас належало 0,2 %. Частка іспаномовних становила 0,8 % від усіх жителів.
За віковим діапазоном населення розподілялося таким чином: 23,1 % — особи молодші 18 років, 53,5 % — особи у віці 18—64 років, 23,4 % — особи у віці 65 років та старші. Медіана віку мешканця становила 50,5 року. На 100 осіб жіночої статі у місті припадало 92,6 чоловіків;  на 100 жінок у віці від 18 років та старших — 90,8 чоловіків також старших 18 років.
Середній дохід на одне домашнє господарство  становив 120 313 долари США (медіана — 110 750), а середній дохід на одну сім'ю — 134 464 долари (медіана — 121 761). Медіана доходів становила 85 625 доларів для чоловіків та 65 875 доларів для жінок. За межею бідності перебувало 5,4 % осіб, у тому числі 7,6 % дітей у віці до 18 років та 3,2 % осіб у віці 65 років та старших.
Цивільне працевлаштоване населення становило 469 осіб. Основні галузі зайнятості: освіта, охорона здоров'я та соціальна допомога — 25,6 %, науковці, спеціалісти, менеджери — 14,1 %, виробництво — 10,7 %, фінанси, страхування та нерухомість — 10,0 %.